# Nicolae Avram
Nicolae Avram (n. 24 iulie 1963, Șura Mare, România) este un fost senator român, ales în 2016 pe listele PSD. Nicolae Avram a fost membru în grupurile parlamentare de prietenie cu Republica Coreea, Albania, Regatul Unit al Marii Britanii și Irlandei de Nord. Nicolae Avram a inițiat 67 de propuneri legislative din care 6 au fost promulgate legi.